# 八大人覺經
八大人覺經，收於大正藏第十七冊〈經集部〉。八大人覺，即大人八覺，謂大丈夫（巴利語：mahāpurisa、梵語：mahāpuruṣa）應該思惟的八種項目，同時也是聲聞、緣覺、菩薩等聖者所思惟之八種教法。

## 經題
「八大人覺」或作「八大人念」（巴利語：Aṭṭha mahāpurisavitakkā、梵語：Aṣṭa mahāpuruṣavitarkāḥ），是八種大人之覺或八種大人之念。「念」或「覺」，又譯作「尋」（巴利語：vitakka、梵語：vitarka），是「思惟」的意思，八大人覺是指大丈夫（巴利語：mahāpurisa、梵語：mahāpuruṣa）應思惟的八種項目：少欲、知足、遠離、精進、正念、正定、正慧、不戲論。
八大人覺（八大人念、八大丈夫覺、八大士覺、八大人法、大人八覺）在阿含經（《中阿含經·八念經》、《增壹阿含經·八難品6經》、《增支部·Anuruddhamahāvitakka sutta》、《阿那律八念經》）、佛遺教經、成實論、十住毘婆沙、菩提資糧論中均有解說。

## 傳譯
《八大人覺經》最早著錄於隋代法經《眾經目錄》列入小乘「失譯經」類，譯者不詳。費長房《歷代三寶紀》列入小乘修多羅有本失譯錄。隋‧彥悰等撰《眾經目錄》列於「闕本」下。
唐代靜泰《一切經論目》指此經已訪得闕本，於貞觀九年重入正目，並改列大乘經。到了唐‧明佺《大周刊定眾經目錄》，首次記載本經譯主為安世高，並稱是根據《寶唱錄》，後代經錄《開元釋教錄》等多依從此說。
有認為《八大人覺經》是漢地祖師參考相關經論內容編輯而成，不是翻譯佛典。

## 內容
全經說明大丈夫所應思惟的八種項目－－從四大苦空、少欲無為、常念知足、常行精進、廣學多聞、平等布施、梵行守道、發大乘心（一苦空、二少欲、三知足、四精進、五多聞、六布施、七梵行、八心願），來認識世間、修菩薩道及普度眾生。
與阿含經的八大人覺相比，本經特別突出了平等布施、廣學多聞、慈悲一切和發菩提心的重要性，但也強調四大苦空、修行清淨梵行、少欲、知足、精進的聲聞教法。

## 注解
- 明．蕅益智旭，《八大人覺經略解》，一卷，卍續藏第三十七冊。
- 清．伯亭續法，《八大人覺經疏》，一卷，卍續藏第三十七冊。
- 民國．太虛，《八大人覺經講記》，太虛大師全書第六冊。
- 民國．圓瑛，《八大人覺經講義》，一卷，圓瑛大師法彙平裝第七冊。
- 星雲，《八大人覺經十講》，1960年，佛光文化
- 聖嚴，《八大人覺經講記》，1999年，法鼓文化出版社
- 證嚴，《救世救心八大人覺經》，2004年；《八大人覺經講述》，2016年，靜思人文

## 地位
與《四十二章經》、《佛遺教經》合稱為「佛遺教三經」，此三經均言簡意賅，被列為佛教日誦經典，太虛大師把此經視作三乘共學的概要書。

## 外部連結
- 杜保瑞：與星雲大師《八大人覺經十講》的智慧對談